# آلفا سیسوکو
آلفا سیسوکو (انگلیسی: Alpha Sissoko؛ زادهٔ ۷ مارس ۱۹۹۷) بازیکن فوتبال اهل فرانسه است.
از باشگاه‌هایی که در آن بازی کرده‌است می‌توان به باشگاه فوتبال کلرمون فوت اشاره کرد.